# Iffou
La région de l'Iffou est une région de Côte d'Ivoire, située dans le District des Lacs ayant pour chef-lieu la ville de Daoukro. En 2021, sa population est estimée à 378 560 habitants.

## Politique
Moïse Koumoué Koffi, candidat du Parti démocratique de Côte d'Ivoire – Rassemblement démocratique africain (PDCI-RDA), est élu président du conseil régional lors de l'élection régionale d'avril 2013 avec 59,05 % des voix. Adam Kolia Traoré du PDCI-RDA est élu président du conseil régional lors de l'élection régionale d'octobre 2018 avec 63,75 % des voix, devant Mamadou Traoré Segbé (indépendant) qui obtient 26,7 % des voix. Lors de l'élection de septembre 2023, Adam Kolia Traoré est réélu face à Jean-Claude Kouassi Kouassi du Rassemblement des houphouëtistes pour la démocratie et la paix (RHDP) avec 62,2 % des voix,.